# Абрамовка (Московська область)
Абрамовка — село в Орехово-Зуєвському районі Московської області Росії. Входить до складу сільського поселення Іллінське (до середини 2000-х — Абрамівський сільський округ). 

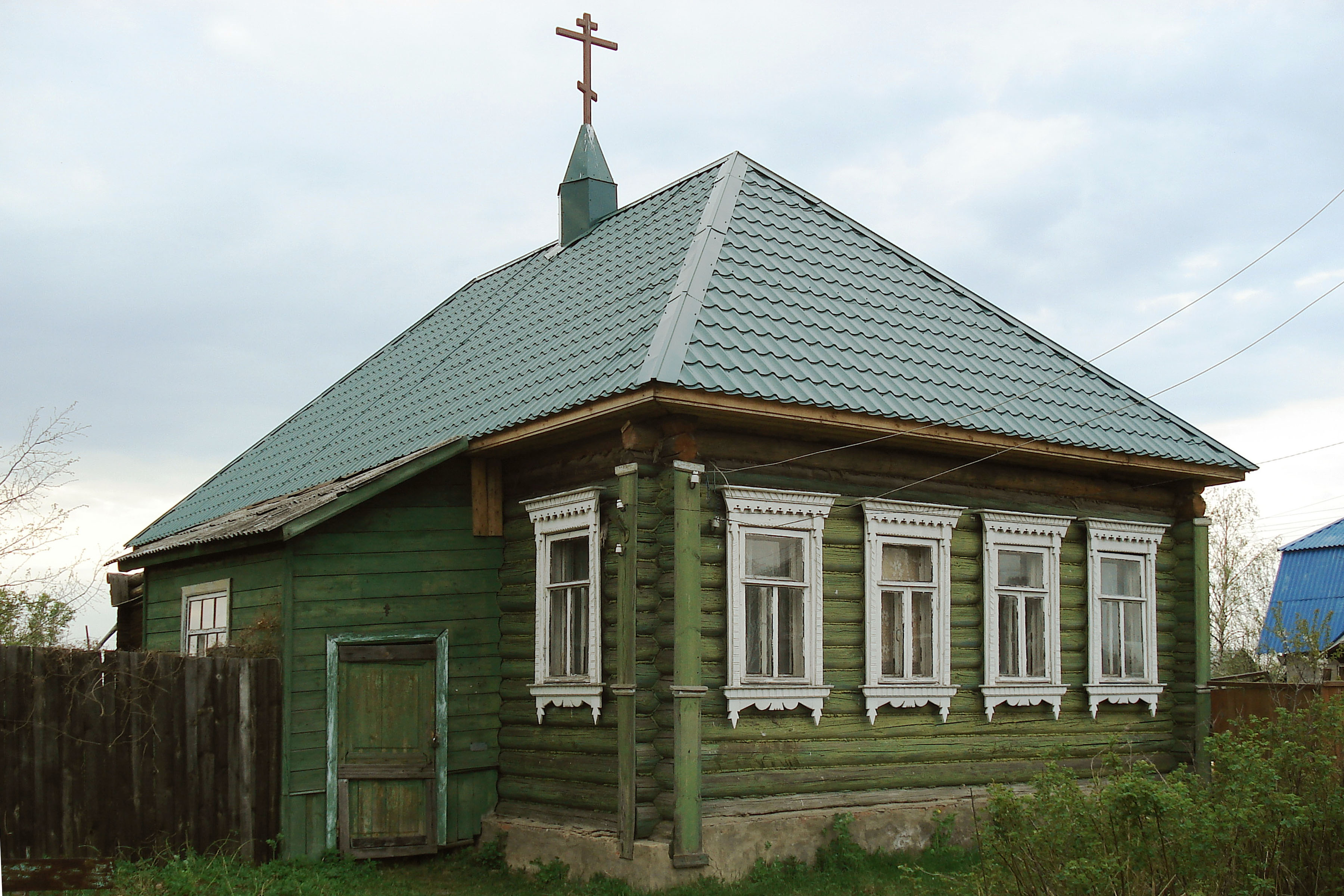
Старообрядницький молитовний дім в Абрамівці

## Населення
За даними 1997 року, населення села Абрамовка становило 583 людини . Згідно з Всеросійським переписом, 2002 року в селі проживало 527 осіб (232 осіби та 295 жінок) . За даними на 2005 рік в селі проживало 503 людини. 

## Розташування
Село Абрамівка розташоване приблизно за 33 км на південь від центру міста Орєхово-Зуєво і за 6 км на північний схід від села Іллінський Погост. Село оточують ліси. Південніше села протікає річка Силенка. 